# 肥後狂句
肥後狂句（ひごきょうく）は熊本県で創作・鑑賞されている狂句の一種。
熊本のラジオや新聞では定期的に扱われ、親しまれている文芸である。

## 概要
一般の川柳・狂句と同じく五・七・五を定型とし、風刺や笑いと創作の基本とするが、熊本弁の話し口調で作るところが特徴である（必ずしも熊本弁特有の語彙を使う必要はない）。
また、創作の際には「笠（かさ）」と呼ばれるお題が出され、これを頭の「五」の部分に据えて残りの七・五を競作するのが通例である。
この「笠」は必ずしも五音とは限らず、時に「結婚記念日」「のさん（熊本弁で腹が立つ、呆れるの意）」など大きく音数が異なる場合もある。

## 肥後狂句を題材とした番組
- 肥後狂句（NHK熊本放送局[注釈 1]）